# Hartmut Roder
Hartmut Roder (* 25. Oktober 1951 in Bad Oldesloe; † 25. Juni 2024) war ein deutscher Historiker. Er war Leiter der Abteilung Handelskunde am Bremer Übersee-Museum.

## Leben
Roder wuchs in Gelting bei Flensburg auf. Als Schüler engagierte er sich dort im Aktionszentrum Unabhängiger Sozialistischer Schüler, machte 1971 Abitur und studierte an der Christian-Albrechts-Universität und der Pädagogischen Hochschule Kiel Psychologie, Philosophie, Geschichte und Germanistik; abgeschlossen hat er das Studium 1976 mit dem Staatsexamen in den Fächern Deutsch und Geschichte.
1983 dissertierte Roder an der Universität Bremen mit einer Arbeit über den „Christlich-nationalen Deutschen Gewerkschaftsbund in der Weimarer Republik“. Von 1983 bis 1985 absolvierte er das Zusatzstudium Weiterbildung an der Universität Bremen. Von 1984 bis 1989 war er Wissenschaftlicher Mitarbeiter im Forschungs- und Ausstellungsprojekt zur Schiffbaugeschichte der Unterweserregion an der Hochschule Bremen. Daneben war er von 1982 bis 1989 als Dozent in der politischen Erwachsenenbildung bei der Angestelltenkammer Bremen tätig sowie von 1982 bis 2004 Lehrbeauftragter an Hochschulen im Lande Bremen.
Von 1991 bis 1993 war er Wissenschaftlicher Mitarbeiter der Abteilung Handelskunde im Übersee-Museum Bremen; von 1993 bis 2017 deren Leiter, die er auf Weltwirtschaft und Welthandel ausweitete. Seit 2001 engagierte Roder sich bei der gemeinnützigen Entwicklungshilfeorganisation BORDA (Bremen Overseas Research and Development Association), die weltweit Wasser- und Sanitärprojekte durchführt.
Seit 2001 war er Wissenschaftslektor auf Kreuzfahrtschiffen.

### Familie
Roder war in zweiter Ehe verheiratet mit der Schauspielerin, Sängerin und Entertainerin Mary C. Bernet; aus seiner ersten Ehe hatte er eine Tochter.

## Ausstellungen
- 1986: Spanten und Sektionen, Schiffbau in der Unterweserregion
- 1992: Ein Ding, das sich „Columbus“ nennt - Aufbruch zu neuen Welten
- 1994: Überall ist Entenhausen. Ein Stück moderner Kulturgeschichte
- 1995: Tee – ein bremisches Handelsprodukt
- 1996: Bremen – Handelsstadt am Fluss. Handel, Industrie und Verkehr einer Hansestadt im 20. Jahrhundert
- 1996: Meerschaum und Porzellan. 300 Jahre Kulturgeschichte des Tabaks
- 1997: Bremen – Weinmetropole im deutschen Norden
- 1997: Erst macht es Plopp... Eine Kulturgeschichte des Korks
- 1998: Von Bremen in die Welt – Megayachten von der Weser
- 1999: Bremer Bier löscht weltweit Durst
- 2000: Kaffee und Erotik in Porzellan und Grafik aus drei Jahrhunderten
- 2000–2003: Piraten – die Herren der Sieben Meere
- 2002: Die Süßen Seiten Bremens: Kakao, Schokolade, Pralinen
- 2003: Von Bremen in ferne Galaxien. Raumfahrt und der Schutz des Planeten Erde
- 2004: In meiner Badewanne bin ich Kapitän! 100 Jahre Schiffsspielzeuge und Modelle aus aller Welt
- 2005: Bordwände. Farbige Geheimnisse der Ozeanriesen – Von der Bordwand zum Kunstwerk
- 2006–2007: 1001 Nacht. Wege ins Paradies
- 2008: Schuhtick. Von kalten Füßen und heißen Sohlen
- 2011: Mafia. Das globale Verbrechen
- 2012: Abenteurer, Entdecker, Forscher
- 2017: Rückblende. Streiflichter aus den Bremer Häfen

## Schriften (Auswahl)
- 1986: Der christlich-nationale Deutsche Gewerkschaftsbund (DGB) im politisch-ökonomischen Kräftefeld der Weimarer Republik.
- 1987 mit Fritz Bringmann: Neuengamme. verdrängt – vergessen – bewältigt? Die "2." Geschichte des Konzentrationslagers Neuengamme 1945–1985. Hrsg. von der KZ-Gedenkstätte Neuengamme und der Arbeitsgemeinschaft Neuengamme für die BRD e. V.
- 1987: Der Bremer Vulkan.
- 1989 mit Barbara Johr: Der Bunker: Ein Beispiel nationalsozialistischen Wahns – Bremen-Farge 1943–1945.
- 1995 (Hrsg.): "Bremen - Handelsstadt am Fluss."
- 1995 mit Nils Aschenbeck: Fabrik für die Ewigkeit. Der U-Boot-Bunker in Bremen-Farge. (Fotografien: Rüdiger Lubricht)
- 2000 (Hrsg.): "Piraten - Herren der Sieben Meere."
- 2001 (Hrsg.): "Bremen - Ostasien. Eine Beziehung im Wandel."
- 2002 (Hrsg.): "Piraterie in Geschichte und Gegenwart. Abenteuer oder Bedrohung?"
- 2002 (Hrsg.): "Schokolade. Geschichte, Geschäft und Genuss."
- 2005: "Bordwände."
- 2006 mit (Andrea Müller Hrsg.): "1001 Nacht. Wege ins Paradies"
- 2008 mit (LWL-Museum und Überseemuseum): "schuhtick. Von kalten Füßen und heißen Sohlen."
- 2010: Piraten oder Verbrecher auf See?
- 2014: Die Zukunft der Bremischen Häfen.
- 2015: Faszination Wale.
- 2017: "Rückblende. Streiflichter aus den Bremer Häfen."
- 2019: "Als die Bundesliga laufen lernte. Helmut Schimeczek - vom Straßenkicker zum Werder-Profi."
- 2020: " 40 Jahre BORDA. Wasser, Hygiene und Wohnen für alle!"